# Лодкино
Лодкино — деревня в Клепиковском районе Рязанской области. Входит в состав Спас-Клепиковского городского поселения.

## География
Находится в северной части Рязанской области на расстоянии приблизительно 1 км на запад по прямой от районного центра города Спас-Клепики.

## История
На карте 1850 года показана как Лоткина. В 1859 году здесь (тогда деревня Рязанского уезда Рязанской губернии) было учтено 11 дворов, в 1897— 7.

## Население
Численность населения: 97 человек (1859 год), 53 (1897), 10 в 2002 году (русские 100 %), 5 в 2010.